# دارسي دويل
دارسي دويل (بالإنجليزية: D'Arcy Doyle)‏ هو رسام أسترالي، ولد في 19 نوفمبر 1932، وتوفي في 28 أغسطس 2001.